# 納内村
納内村（おさむないむら）は、かつて北海道雨竜郡に存在した村である。1963年5月1日に周辺の深川町・一已村・音江村と合併し深川市となった。
地名の由来は、アイヌ語の「オ・サル・ナイ」（川尻にヨシが生える川）より。

## 概要
町域は、現在の深川市の東側に位置する。
人口は1962年現在で5,035人。面積は53平方キロメートル。

## 歴史
- 1906年（明治39年）4月1日 - 北海道二級町村制施行に伴い、一已村が成立する。
- 1915年（大正4年）4月1日 - 一已村から多度志村（二級）が分立。
- 1920年（大正9年）6月1日 - 一已村から納内村（二級）が分立。
- 1963年（昭和38年）5月1日 - 雨竜郡深川町、一已村、納内村、空知郡音江村が合併し、深川市となる。

## 交通

### 鉄道
最寄駅は納内駅

## その他
郵便局の集配は納内郵便局。